# Muhammad Ulinnuha
Muhammad Ulinnuha (* 5. September 1991 in Surakarta) ist ein indonesischer Badmintonspieler.

## Karriere
Muhammad Ulinnuha gewann 2009 Silber bei der Juniorenweltmeisterschaft im Herrendoppel mit Berry Angriawan. Mit ihm siegte er auch bei den Laos International 2009, den Auckland International 2009 und den Indonesia International 2010.

## Sportliche Erfolge
| Saison | Veranstaltung             | Disziplin    | Platz | Name                                      |
| ------ | ------------------------- | ------------ | ----- | ----------------------------------------- |
| 2009   | Juniorenweltmeisterschaft | Herrendoppel | 2     | Berry Angriawan / Muhammad Ulinnuha       |
| 2009   | Laos International        | Herrendoppel | 1     | Berry Angriawan / Muhammad Ulinnuha       |
| 2009   | Auckland International    | Herrendoppel | 1     | Berry Angriawan / Muhammad Ulinnuha       |
| 2009   | Auckland International    | Mixed        | 3     | Muhammad Ulinnuha / Jenna Gozali          |
| 2010   | Indonesia International   | Herrendoppel | 1     | Berry Angriawan / Muhammad Ulinnuha       |
| 2012   | Indonesia International   | Herrendoppel | 1     | Ricky Karanda Suwardi / Muhammad Ulinnuha |